# Dog's Blood
Dog's Blood es el penúltimo EP de la banda canadiense de post-Hardcore Alexisonfire. El EP fue publicado el 31 de octubre de 2010. Dog's Blood es una colección de cuatro canciones experimentales que tienen un sonido distinto a las publicaciones anteriores de la banda.

## Lista de canciones
1. "Dog's BLood" - 6:00
2. "Grey" - 5:19
3. "Black As Jet" - 3:52
4. "Vex" - 6:02

- La canción "Vex" es el único tema en la carrera de Alexisonfire completamente instrumental.

## Créditos
Alexisonfire
- George Pettit – Vocalista
- Dallas Green – Guitarrista, vocalista
- Wade MacNeil – Guitarrista, vocalista
- Chris Steele – Bajo
- Jordan Hastings – Batería, percusión

Additional personnel
- Olly Mitchell - voz en "Dog's Blood"
- Alexisonfire – producción
- Jon Drew – producción